# أوستين عامر
أوستين عامر (بالإنجليزية: Austin Amer)‏ هو لاعب كرة قدم أمريكي في مركز الوسط، ولد في 2001 في Tampa Bay ‏ في الولايات المتحدة. لعب مع ريدينغ يونايتد إيسي.

## وصلات خارجية
- أوستين عامر على موقع قاعدة بيانات كرة القدم.إي يو (الإنجليزية)
- أوستين عامر على موقع Soccerway.com (الإنجليزية)